# Licania
Genre
Synonymes
- Hedycrea Schreb.[2]

Licania est un genre de plantes à fleurs de la famille des Chrysobalanaceae. 
L'étymologie du nom Licania est vraisemblablement dérivée du nom vernaculaire Kali'na ancien de l'espèce type Licania incana Aubl. : Caligni.
Principalement dû à la déforestation, la population de plusieurs espèces de ces arbustes a diminué, à l'instar de Licania caldasiana, totalement disparue de Colombie depuis quelques années, seul endroit où cette espèce se développait.

## Protologue

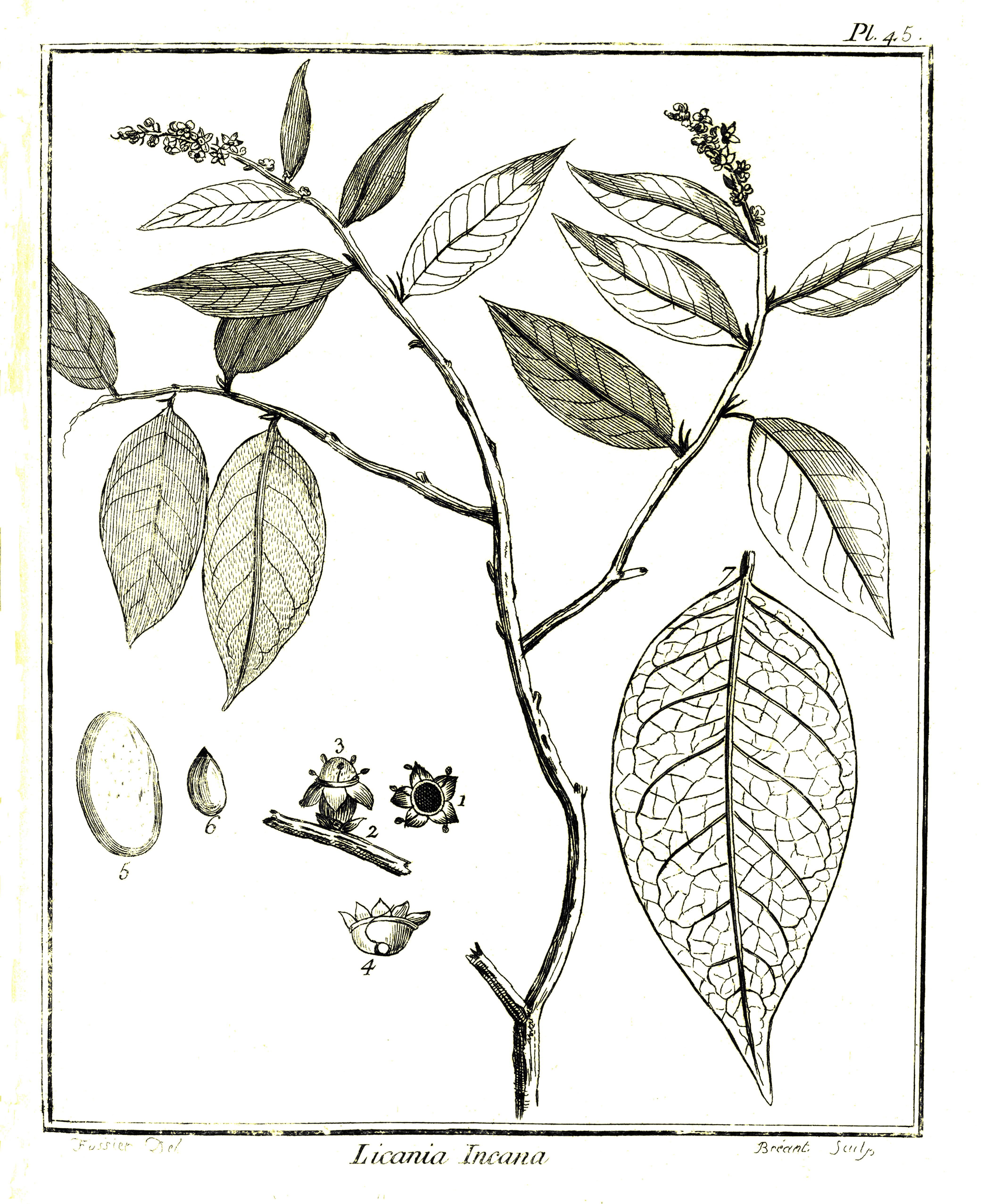
Licania incana (espèce type) du genre Licania par Aublet (1775)
Planche 45. : 1. Corolle vue en dedans. Étamines. - 2. Calice. - 3. Corolle vue de côte. Ovaire avance. Étamines. - 4. Corolle ouverte. Ovaire. Style. Stigmate. - 5. Baie. - 6. Amande. - 7. Feuille de grandeur naturelle.

En 1775, le botaniste Aublet propose le protologue suivant : 
« LICANIA. (Tabula 45.)

CAL. Perianthium diphyllum, minimum. 
COR. monopetala, turbinata ; limbo patente, quinquedentato ; denticulis acutis.
STAM. Filamenta quinque, fauci corollæ inſerta. Antheræ biloculares.
PIST. Germen ſubrotundum, villoſum. Stylus longus, ſetaceus, incurvus. Stigma obtuſum.
PER. Druta mollis, carnoſa, fibroſa, ovata, glabra, unilocularis.

SEM. Nux monoſperma, lignoſa, coriacea, fibrillis cooperta. »
— Fusée-Aublet, 1775.

## Liste des sous-genres, espèces, sous-espèces et variétés
Selon BioLib (14 avril 2019) :
- sous-genre Licania subgen. Licania
  - Licania adolphoduckei Prance
  - Licania affinis Fritsch
  - Licania alba (Bernoulli) Cuatrec.
  - Licania apiculata Prance
  - Licania apiknae Prance
  - Licania aracaensis Prance
  - Licania arachicarpa N. Zamora
  - Licania arachnoidea Fanshawe & Maguire
  - Licania arianeae Prance
  - Licania bahiensis Prance
  - Licania belemii Prance
  - Licania bellingtonii Prance
  - Licania blackii Prance
  - Licania boyanii Tutin
  - Licania bracteata Prance
  - Licania buxifolia Sandwith
  - Licania caldasiana Cuatrec.
  - Licania canescens Benoist
  - Licania caudata Prance
  - Licania cidii Prance
  - Licania compacta Fritsch
  - Licania condoriensis Prance
  - Licania conferruminata Prance
  - Licania cordata Prance
  - Licania coriacea Benth.
  - Licania costaricensis Standl. & Steyerm.
  - Licania couepiifolia Prance
  - Licania crassivenia Spruce ex Hook.f.
  - Licania cruegeriana Urb.
  - Licania cuprea Sandwith
  - Licania cuyabenensis Prance
  - Licania cyathodes Benoist
  - Licania cymosa Fritsch
  - Licania davillifolia Benoist
  - Licania dealbata Hook.f.
  - Licania densiflora Kleinhoonte
  - Licania discolor Pilg.
  - Licania divaricata Benth.
  - Licania elliptica Standl.
  - Licania fanshawei Prance
  - Licania ferreirae Prance
  - Licania foldatsii Prance
  - Licania furfuracea Prance
  - Licania glabriflora Prance
  - Licania glauca Cuatrec.
  - Licania glazioviana Warm.
  - Licania gracilipes Taub.
  - Licania harlingii Prance
  - Licania hebantha Mart. ex Hook.f.
  - Licania heteromorpha Benth.
  - Licania hirsuta Prance
  - Licania hispida Prance
  - Licania hitchcockii Maguire
  - Licania hoehnei Pilg.
  - Licania hypoleuca Benth.
  - Licania impressa Prance
  - Licania incana Aubl.
  - Licania indurata Pilg.
  - Licania intrapetiolaris Spruce ex Hook.f.
  - Licania irwinii Prance
  - Licania jimenezii Prance
  - Licania krukovii Standl.
  - Licania kunthiana Hook.f.
  - Licania laevigata Prance
  - Licania lamentanda Prance
  - Licania lanceolata Prance
  - Licania lasseri Maguire
  - Licania latifolia Benth. ex Hook.f.
  - Licania latistipula Prance
  - Licania laxiflora Fritsch
  - Licania leptostachya Benth.
  - Licania littoralis Warm.
  - Licania macrophylla Benth.
  - Licania majuscula Sagot
  - Licania marleneae Prance
  - Licania maxima Prance
  - Licania membranacea Sagot ex Laness.
  - Licania micrantha Miq.
  - Licania microphylla Fanshawe & Maguire
  - Licania miltonii Prance
  - Licania minuscula Cuatrec.
  - Licania mollis Benth.
  - Licania monteagudensis Prance
  - Licania naviculistipula Prance
  - Licania nelsonii Prance
  - Licania niloi Prance
  - Licania nitida Hook.f.
  - Licania oblongifolia Standl.
  - Licania obtusifolia Fritsch
  - Licania occultans Prance
  - Licania operculipetala Standl. & L.O.Williams
  - Licania orbicularis Spruce ex Hook.f.
  - Licania ovalifolia Kleinhoonte
  - Licania pakaraimensis Prance
  - Licania pallida Spruce ex Sagot
  - Licania paraensis Prance
  - Licania parviflora Benth.
  - Licania parvifructa Fanshawe & Maguire
  - Licania piresii Prance
  - Licania pittieri Prance
  - Licania polita Spruce ex Hook.f.
  - Licania prismatocarpa Spruce ex Hook.f.
  - Licania pruinosa Benoist
  - Licania reticulata Prance
  - Licania riedelii Prance
  - Licania robusta Sagot
  - Licania rodriguesii Prance
  - Licania roraimensis Standl.
  - Licania rufescens Klotzsch ex Fritsch
  - Licania sandwithii Prance
  - Licania santosii Prance
  - Licania savannarum Prance
  - Licania silvae Prance
  - Licania sothersiae Prance
  - Licania spicata Hook.f.
  - Licania stewardii Prance
  - Licania steyermarkii Maguire
  - Licania stricta Kleinhoonte
  - Licania subrotundata Maguire
  - Licania teixeirae Prance
  - Licania tepuiensis Prance
  - Licania ternatensis Hook.f. ex Duss
  - Licania tocantina Prance
  - Licania triandra Mart. ex Hook.f.
  - Licania trigonioides J.F.Macbr.
  - Licania urceolaris Hook.f.
  - Licania vaupesiana Killip & Cuatrec.
  - Licania velutina Prance
- sous-genre Licania subgen. Moquilea (Aubl.) Prance
  - Licania albiflora Fanshawe & Maguire
  - Licania amapaensis Prance
  - Licania angustata Prance
  - Licania anneae Prance
  - Licania apetala (E.Mey.) Fritsch
  - Licania araneosa Taub.
  - Licania arborea Seem.
  - Licania belloi Prance
  - Licania boliviensis Prance
  - Licania brittoniana Fritsch
  - Licania bullata Prance
  - Licania cabrerae Prance
  - Licania calvescens Cuatrec.
  - Licania cardiophylla Prance
  - Licania cariae A.Cardozo
  - Licania cecidiophora Prance
  - Licania celiae Prance
  - Licania chiriquiensis Prance
  - Licania chocoensis Cuatrec.
  - Licania corniculata Prance
  - Licania cuatrecasasii Prance
  - Licania cuspidata (Rusby) Prance
  - Licania diegogomezii Prance
  - Licania dodsonii Prance
  - Licania durifolia Cuatrec.
  - Licania egleri Prance
  - Licania emarginata Spruce ex Hook.f.
  - Licania espinae Prance
  - Licania fasciculata Prance
  - Licania filomenoi Prance
  - Licania foveolata Prance
  - Licania fritschii Prance
  - Licania fuchsii Prance
  - Licania gardneri (Hook.f.) Fritsch
  - Licania gentryi Prance
  - Licania gonzalezii Miranda
  - Licania grandibracteata Prance
  - Licania granvillei Prance
  - Licania guatemalensis Lundell
  - Licania guianensis (Aubl.) Griseb.
  - Licania hedbergii Prance
  - Licania humilis Cham. & Schltdl.
  - Licania imbaimadaiensis Prance
  - Licania jaramilloi Prance
  - Licania jefensis Prance
  - Licania joseramosii Prance
  - Licania kallunkiae Prance
  - Licania klugii Prance
  - Licania lata J.F.Macbr.
  - Licania leucosepala Griseb.
  - Licania longicuspidata Prance
  - Licania longipedicellata Ducke
  - Licania longipetala Prance
  - Licania longistyla (Hook.f.) Fritsch
  - Licania macrocarpa Cuatrec.
  - Licania maguirei Prance
  - Licania maranhensis Prance
  - Licania maritima Prance
  - Licania megalophylla Prance
  - Licania mexicana Lundell
  - Licania michauxii Prance
  - Licania minutiflora (Sagot) Fritsch
  - Licania montana Prance
  - Licania morii Prance
  - Licania octandra (Hoffmanns. ex Roem. & Schult.) Kuntze
  - Licania palcazuensis Prance
  - Licania parvifolia Huber
  - Licania persaudii Fanshawe & Maguire
  - Licania platypus (Hemsley) Fritsch
  - Licania pyrifolia Griseb.
  - Licania retifolia S.F.Blake
  - Licania rigida Benth.
  - Licania riverae Prance
  - Licania salicifolia Cuatrec.
  - Licania salzmannii (Hook.f.) Fritsch
  - Licania sclerophylla (Hook.f.) Fritsch
  - Licania silvatica Glaz. ex Prance
  - Licania sparsipilis S.F.Blake
  - Licania sprucei (Hook.f.) Fritsch
  - Licania stevensii Prance
  - Licania subarachnophylla Cuatrec.
  - Licania tachirensis Prance
  - Licania tambopatensis Prance
  - Licania tomentosa (Benth.) Fritsch.
  - Licania turbinata Benth.
  - Licania undulata Prance
  - Licania unguiculata Prance
  - Licania vasquezii Prance
  - Licania velata Cuatrec.
  - Licania veneralensis Cuatrec.
  - Licania wurdackii Prance
- sous-genre Licania subgen. Parinariopsis Huber
  - Licania licaniiflora (Sagot) S.F.Blake
- Licania platycalyx (Cuatrec.) Sothers & Prance

Selon Catalogue of Life (14 avril 2019) :
- Licania adolphoduckei Prance
- Licania affinis Fritsch
- Licania alba (Bernoulli) Cuatrec.
- Licania albiflora Fanshawe & Maguire
- Licania amapaensis Prance
- Licania angustata Prance
- Licania anneae G. T. Prance
- Licania apetala (E. Mey.) Fritsch
- Licania apiculata Prance
- Licania aracaensis G. T. Prance
- Licania arachicarpa N. Zamora
- Licania arachnoidea Fanshawe & Maguire
- Licania araneosa Taub.
- Licania arborea Seem.
- Licania arianeae G. T. Prance
- Licania bahiensis Prance
- Licania belemii Prance
- Licania bellingtonii Prance
- Licania belloi G. T. Prance
- Licania blackii Prance
- Licania boliviensis Prance
- Licania boyanii Tutin
- Licania bracteata Prance
- Licania brittoniana Fritsch
- Licania bullata G. T. Prance
- Licania buxifolia Sandwith
- Licania cabrerae G. T. Prance
- Licania caldasiana Cuatrec.
- Licania calvescens Cuatrec.
- Licania canescens Benoist
- Licania cardiophylla G. T. Prance
- Licania cariae A. Cardozo López
- Licania caudata Prance
- Licania cecidiophora Prance
- Licania celiae G. T. Prance
- Licania chiriquiensis G. T. Prance
- Licania chocoensis Cuatrec.
- Licania cidii G. T. Prance
- Licania compacta Fritsch
- Licania condoriensis Prance
- Licania conferruminata G. T. Prance
- Licania cordata Prance
- Licania coriacea Benth.
- Licania corniculata G. T. Prance
- Licania costaricensis Standl. & Steyerm.
- Licania couepiifolia Prance
- Licania crassivenia Spruce ex Hook. fil.
- Licania cruegeriana Urb.
- Licania cuatrecasasii G. T. Prance
- Licania cuprea Sandwith
- Licania cuspidata (Rusby) Prance
- Licania cuyabenensis G. T. Prance
- Licania cyathodes Benoist
- Licania cymosa Fritsch
- Licania davillifolia Benoist
- Licania dealbata Hook. fil.
- Licania densiflora Kleinh.
- Licania diegogomezii G. T. Prance
- Licania discolor Pilger
- Licania divaricata Benth.
- Licania dodsonii G. T. Prance
- Licania durifolia Cuatrec.
- Licania egleri Prance
- Licania elliptica Standl.
- Licania emarginata Spruce ex Hook. fil.
- Licania espinae G. T. Prance
- Licania fanshawei Prance
- Licania fasciculata G. T. Prance
- Licania ferreirae G. T. Prance
- Licania filomenoi G. T. Prance
- Licania foldatsii Prance
- Licania foveolata Prance
- Licania fritschii Prance
- Licania fuchsii Prance
- Licania furfuracea G. T. Prance
- Licania gardneri (Hook. fil.) Fritsch.
- Licania gentryi G. T. Prance
- Licania glabriflora Prance
- Licania glauca Cuatrec.
- Licania glazioviana Warm.
- Licania gonzalezii Miranda
- Licania gracilipes Taub.
- Licania grandibracteata G. T. Prance
- Licania granvillei G. T. Prance
- Licania guatemalensis Lundell
- Licania guianensis (Aubl.) Griseb.
- Licania harlingii G. T. Prance
- Licania hebantha Mart. ex Hook. fil.
- Licania hedbergii G. T. Prance
- Licania heteromorpha Benth.
- Licania hirsuta Prance
- Licania hispida G. T. Prance
- Licania hitchcockii Maguire
- Licania hoehnei Pilger
- Licania humilis Cham. & Schltdl.
- Licania hypoleuca Benth.
- Licania imbaimadaiensis G. T. Prance
- Licania impressa Prance
- Licania incana Aubl.
- Licania indurata Pilger
- Licania intrapetiolaris Spreng. ex Hook. fil.
- Licania irwinii Prance
- Licania jaramilloi G. T. Prance
- Licania jefensis G. T. Prance
- Licania jimenezii Prance
- Licania joseramosii G. T. Prance
- Licania kallunkii G. T. Prance
- Licania klugii Prance
- Licania krukovii Standl.
- Licania kunthiana Hook. fil.
- Licania laevigata G. T. Prance
- Licania lamentanda G. T. Prance
- Licania lanceolata Prance
- Licania lasseri Maguire
- Licania lata Macbride
- Licania latifolia Benth. ex Hook. fil.
- Licania latistipula Prance
- Licania laxiflora Fritsch
- Licania leptostachya Benth.
- Licania leucosepala Griseb.
- Licania licaniiflora (Sagot) Blake
- Licania littoralis Warm.
- Licania longicuspidata G. T. Prance
- Licania longipedicellata Ducke
- Licania longipetala Prance
- Licania longistyla (Hook. fil.) Fritsch
- Licania macrocarpa Cuatrec.
- Licania macrophylla Benth.
- Licania maguirei Prance
- Licania majuscula Sagot
- Licania maranhensis Prance
- Licania maritima Prance
- Licania marleneae Prance
- Licania maxima Prance
- Licania megalophylla G. T. Prance
- Licania membranacea Sagot ex Laness.
- Licania mexicana Lundell
- Licania michauxii Prance
- Licania micrantha Miq.
- Licania microphylla Fanshawe & Maguire
- Licania miltonii G. T. Prance
- Licania minuscula Cuatrec.
- Licania minutiflora (Sagot) Fritsch
- Licania mollis Benth.
- Licania montana G. T. Prance
- Licania morii G. T. Prance
- Licania naviculistipula Prance
- Licania nelsonii G. T. Prance
- Licania niloi Prance
- Licania nitida Hook. fil.
- Licania oblongifolia Standl.
- Licania obtusifolia Fritsch
- Licania occultans G. T. Prance
- Licania octandra (Hffmgg. ex R. & S.) Kuntze
- Licania operculipetala Standl. & L. O. Williams
- Licania orbicularis Spruce ex Hook. fil.
- Licania ovalifolia Kleinh.
- Licania pakaraimensis G. T. Prance
- Licania pallida (Hook. fil.) Spruce ex Sagot
- Licania paraensis Prance
- Licania parviflora Benth.
- Licania parvifolia Huber
- Licania parvifructa Fanshawe & Maguire
- Licania persaudii Fanshawe & Maguire
- Licania petrensis G. T. Prance
- Licania piresii Prance
- Licania pittieri G. T. Prance
- Licania platycalyx (Cuatrec.) Sothers & Prance
- Licania platypus (Hemsl.) Fritsch
- Licania polita Spruce ex Hook. fil.
- Licania prismatocarpa Spruce ex Hook. fil.
- Licania pruinosa Benoist
- Licania pyrifolia Griseb.
- Licania reticulata Prance
- Licania retifolia Blake
- Licania riedelii Prance
- Licania rigida Benth.
- Licania riverae G. T. Prance
- Licania robusta Sagot
- Licania rodriguesii Prance
- Licania roraimensis Standl.
- Licania rufescens Klotzsch
- Licania salicifolia Cuatrec.
- Licania salzmannii (Hook. fil.) Fritsch
- Licania sandwithii Prance
- Licania santosii G. T. Prance
- Licania savannarum Prance
- Licania sclerophylla (Mart. ex Hook. fil.) Fritsch
- Licania silvae Prance
- Licania silvatica Glaziou ex Prance
- Licania sothersiae Prance
- Licania sparsipilis Blake
- Licania spicata Hook. fil.
- Licania sprucei (Hook. fil.) Fritsch
- Licania stevensii G. T. Prance
- Licania stewardii G. T. Prance
- Licania steyermarkii Maguire
- Licania stricta Kleinh.
- Licania subarachnophylla Cuatrec.
- Licania subrotundata Maguire
- Licania tachirensis G. T. Prance
- Licania tambopatensis G. T. Prance
- Licania teixeirae G. T. Prance
- Licania tepuiensis Prance
- Licania ternatensis Hook. fil.
- Licania tocantina G. T. Prance
- Licania tomentosa (Benth.) Fritsch.
- Licania triandra C. Mart. ex Hook. fil.
- Licania trigonioides J. F. Macbr.
- Licania turbinata Benth.
- Licania undulata G. T. Prance
- Licania unguiculata Prance
- Licania urceolaris Hook. fil.
- Licania vasquezii G. T. Prance
- Licania vaupesana Killip & Cuatrec.
- Licania velata Cuatrec.
- Licania velutina G. T. Prance
- Licania veneralensis Cuatrec.
- Licania wurdackii Prance

Selon GRIN (14 avril 2019) :
- Licania arborea Seem.
- Licania hypoleuca Benth.
- Licania incana Aubl.
- Licania michauxii Prance
- Licania platypus (Hemsl.) Fritsch
- Licania pyrifolia Griseb.
- Licania rigida Benth.
- Licania spp.
- Licania tomentosa (Benth.) Fritsch

Selon World Checklist of Selected Plant Families (WCSP) (14 avril 2019) :
- Licania adolphoduckei Prance (2001)
- Licania affinis Fritsch (1889)
- Licania alba (Bernoulli) Cuatrec. (1964)
- Licania albiflora Fanshawe & Maguire (1948)
- Licania amapaensis Prance (1972)
- Licania angustata Prance (1972)
- Licania anneae Prance (1979)
- Licania apetala (E.Mey.) Fritsch (1889)
  - variété Licania apetala var. aperta (Benth.) Prance (1972)
  - variété Licania apetala var. apetala
- Licania apiculata Prance (1972)
- Licania apiknae Prance (2014)
- Licania aracaensis Prance (1976)
- Licania arachicarpa N.Zamora (2013)
- Licania arachnoidea Fanshawe & Maguire (1948)
- Licania araneosa Taub. (1896)
- Licania arborea Seem. (1853)
- Licania areolata Prance (2017)
- Licania arianeae Prance (1989)
- Licania bahiensis Prance (1972)
- Licania belemii Prance (1972)
- Licania bellingtonii Prance (1972)
- Licania belloi Prance (1995)
- Licania blackii Prance (1972)
- Licania boliviensis Prance (1972)
- Licania boyanii Tutin (1940)
- Licania bracteata Prance (1972)
- Licania brittoniana Fritsch (1892)
- Licania bullata Prance (1995)
- Licania buxifolia Sandwith (1931)
- Licania cabrerae Prance (1976)
- Licania caldasiana Cuatrec., Fieldiana (1951)
- Licania calvescens Cuatrec., Fieldiana (1950)
- Licania canescens Benoist (1919)
- Licania cardiophylla Prance (1992)
- Licania cariae Cardozo, Ernstia, n.s. (1992)
- Licania caudata Prance (1972)
- Licania cecidiophora Prance (1978)
- Licania celiae Prance (1990)
- Licania chiriquiensis Prance (1977)
- Licania chocoensis Cuatrec., Fieldiana (1950)
- Licania cidii Prance (1992)
- Licania compacta Fritsch (1889)
- Licania condoriensis Prance (2013)
- Licania conferruminata Prance (1994)
- Licania cordata Prance (1972)
- Licania coriacea Benth. (1840)
- Licania corniculata Prance (1995)
- Licania costaricensis Standl. & Steyerm., Publ. Field Columb. Mus. (1940)
- Licania couepiifolia Prance (1972)
- Licania crassivenia Spruce ex Hook.f. (1867)
- Licania cruegeriana Urb. (1908)
- Licania cuatrecasasii Prance (1978)
- Licania cuprea Sandwith (1937)
- Licania cuspidata (Rusby) Prance (1972)
- Licania cuyabenensis Prance (1999)
- Licania cyathodes Benoist (1919)
- Licania cymosa Fritsch (1889)
- Licania davillifolia Benoist (1919)
- Licania dealbata Hook.f. (1867)
- Licania densiflora Kleinh. (1933)
- Licania diegogomezii Prance (1995)
- Licania discolor Pilg. (1914)
- Licania divaricata Benth. (1840)
- Licania dodsonii Prance (1989)
- Licania durifolia Cuatrec., Fieldiana (1950)
- Licania egleri Prance (1972)
- Licania elliptica Standl., Publ. Field Columb. Mus. (1937)
- Licania emarginata Spruce ex Hook.f. (1867)
- Licania espinae Prance (1992)
- Licania fanshawei Prance (1972)
- Licania farinacea Prance (2017)
- Licania fasciculata Prance (1978)
- Licania ferreirae Prance (1999)
- Licania filomenoi Prance (1989)
- Licania foldatsii Prance (1972)
- Licania foveolata Prance (1972)
- Licania fritschii Prance (1972)
- Licania fuchsii Prance (1972)
- Licania furfuracea Prance (1976)
- Licania gardneri (Hook.f.) Fritsch (1889)
- Licania gentryi Prance (1989)
- Licania glabriflora Prance (1972)
- Licania glauca Cuatrec., Fieldiana (1951)
- Licania glazioviana Warm. (1875)
- Licania gonzalezii Miranda (1965)
- Licania gracilipes Taub. (1892)
- Licania grandibracteata Prance (1989)
- Licania granvillei Prance (1986)
- Licania guatemalensis Lundell (1974)
- Licania harlingii Prance (1979)
- Licania hebantha Mart. ex Hook.f. (1867)
- Licania hedbergii Prance (1993)
- Licania heteromorpha Benth. (1840)
  - variété Licania heteromorpha var. glabra (Mart. ex Hook.f.) Prance (1972)
  - variété Licania heteromorpha var. heteromorpha
  - variété Licania heteromorpha var. perplexans Sandwith (1931)
  - variété Licania heteromorpha var. revoluta Prance (1983)
  - variété Licania heteromorpha var. subcordata Fritsch (1889)
- Licania hirsuta Prance (1972)
- Licania hispida Prance (1989)
- Licania hitchcockii Maguire (1957)
- Licania hoehnei Pilg. (1923)
- Licania humilis Cham. & Schltdl. (1826)
- Licania hypoleuca Benth. (1844)
  - variété Licania hypoleuca var. foveolata Prance (1972)
  - variété Licania hypoleuca var. hypoleuca
- Licania imbaimadaiensis Prance (1992)
- Licania impressa Prance (1972)
- Licania incana Aubl. (1775)
- Licania indurata Pilg. (1923)
- Licania intrapetiolaris Spreng. ex Hook.f. (1867)
- Licania irwinii Prance (1972)
- Licania jaramilloi Prance (1992)
- Licania jefensis Prance (1976)
- Licania jimenezii Prance (1972)
- Licania joseramosii Prance (1978)
- Licania kallunkiae Prance (1978)
- Licania klugii Prance (1972)
- Licania krukovii Standl., Publ. Field Columb. Mus. (1937)
- Licania kunthiana Hook.f. (1867)
- Licania laevigata Prance (1989)
- Licania lamentanda Prance (1989)
- Licania lanceolata Prance (1972)
- Licania lasseri Maguire, Fieldiana (1952)
- Licania lata J.F.Macbr. (1934)
- Licania latifolia Benth. ex Hook.f. (1867)
- Licania latistipula Prance (1972)
- Licania laxiflora Fritsch (1889)
- Licania leptostachya Benth. (1840)
- Licania licaniiflora (Sagot) S.F.Blake (1917)
- Licania littoralis Warm. (1875)
- Licania longicuspidata Prance (1995)
- Licania longipedicellata Ducke, Bull. Mus. Natl. Hist. Nat., sér. 2 (1932)
- Licania longipetala Prance (1972)
- Licania longistyla (Hook.f.) Fritsch (1889)
- Licania macrocarpa Cuatrec., Fieldiana (1951)
- Licania macrophylla Benth. (1850)
- Licania maguirei Prance (1972)
- Licania majuscula Sagot, Ann. Sci. Nat., Bot., sér. 6 (1883)
- Licania maranhensis Prance (1972)
- Licania maritima Prance (1972)
- Licania marleneae Prance (1976)
- Licania maxima Prance (1972)
- Licania megalophylla Prance (1991)
- Licania membranacea Sagot ex Laness. (1886)
- Licania mexicana Lundell (1974)
- Licania micrantha Miq. (1851)
  - sous-espèce Licania micrantha subsp. atabapoensis Prance (1995)
  - sous-espèce Licania micrantha subsp. micrantha
- Licania microphylla Fanshawe & Maguire (1948)
- Licania miltonii Prance (1983)
- Licania minuscula Cuatrec., Fieldiana (1951)
- Licania mollis Benth. (1840)
- Licania montana Prance (1976)
- Licania monteagudensis Prance (2014)
- Licania morii Prance (1976)
- Licania naviculistipula Prance (1972)
- Licania nelsonii Prance (1989)
- Licania niloi Prance (1972)
- Licania nitida Hook.f. (1867)
- Licania oblongifolia Standl., Publ. Field Columb. Mus. (1937)
- Licania occultans Prance (1989)
- Licania octandra (Hoffmanns. ex Schult.) Kuntze (1891)
  - sous-espèce Licania octandra subsp. grandifolia Prance (1974)
  - sous-espèce Licania octandra subsp. octandra
  - sous-espèce Licania octandra subsp. pallida (Hook.f.) Prance (1972)
- Licania operculipetala Standl. & L.O.Williams (1952)
- Licania orbicularis Spruce ex Hook.f. (1867)
- Licania ovalifolia Kleinh. (1933)
- Licania pakaraimensis Prance (1976)
- Licania palcazuensis Prance (2014)
- Licania pallida (Hook.f.) Spruce ex Sagot (1867)
- Licania paraensis Prance (1972)
- Licania parviflora Benth. (1840)
- Licania parvifolia Huber (1909)
- Licania parvifructa Fanshawe & Maguire (1948)
- Licania persaudii Fanshawe & Maguire (1948)
- Licania piresii Prance (1972)
- Licania pittieri Prance (1992)
- Licania platycalyx (Cuatrec.) Sothers & Prance (2014)
- Licania polita Spruce ex Hook.f. (1867)
- Licania prismatocarpa Spruce ex Hook.f. (1867)
- Licania pruinosa Benoist (1919)
- Licania reticulata Prance (1972)
- Licania retifolia S.F.Blake (1917)
- Licania riedelii Prance (1972)
- Licania rigida Benth. (1840)
- Licania riverae Prance (1995)
- Licania robusta Sagot, Ann. Sci. Nat., Bot., sér. 6 (1883)
- Licania rodriguesii Prance (1972)
- Licania roraimensis Standl. (1940)
- Licania rufescens Klotzsch ex Fritsch (1889)
- Licania salicifolia Cuatrec., Fieldiana (1951)
- Licania sandwithii Prance (1972)
- Licania santosii Prance (1979)
- Licania savannarum Prance (1972)
- Licania sclerophylla (Mart. ex Hook.f.) Fritsch (1889)
- Licania silvae Prance (1972)
- Licania silvatica Glaz. ex Prance (1972)
- Licania sothersiae Prance (2001)
- Licania sparsipilis S.F.Blake (1917)
- Licania spicata Hook.f. (1867)
- Licania sprucei (Hook.f.) Fritsch (1889)
- Licania stevensii Prance (1992)
- Licania stewardii Prance (1976)
- Licania steyermarkii Maguire, Fieldiana (1952)
- Licania stricta Kleinh. (1933)
- Licania subarachnophylla Cuatrec., Fieldiana (1951)
- Licania subrotundata Maguire, Fieldiana (1952)
- Licania tachirensis Prance (1989)
- Licania tambopatensis Prance (1989)
- Licania teixeirae Prance (1989)
- Licania tepuiensis Prance (1972)
- Licania ternatensis Hook.f. ex Duss (1897)
- Licania tocantina Prance (1983)
- Licania triandra Mart. ex Hook.f. (1867)
- Licania trigonioides J.F.Macbr. (1934)
- Licania turbinata Benth. (1840)
- Licania undulata Prance (1995)
- Licania unguiculata Prance (1972)
- Licania urceolaris Hook.f. (1867)
- Licania vasquezii Prance (1992)
- Licania vaupesiana Killip & Cuatrec., Fieldiana (1951)
- Licania velata Cuatrec., Fieldiana (1950)
- Licania velutina Prance (1992)
- Licania veneralensis Cuatrec., Fieldiana (1951)
- Licania wurdackii Prance (1972)

Selon The Plant List (14 avril 2019) :
- Licania adolphoduckei Prance
- Licania affinis Fritsch
- Licania alba (Bernoulli) Cuatrec.
- Licania albiflora Fanshawe & Maguire
- Licania amapaensis Prance
- Licania angustata Prance
- Licania anneae Prance
- Licania apetala (E.Mey.) Fritsch
- Licania apiculata Prance
- Licania aracaensis Prance
- Licania arachnoidea Fanshawe & Maguire
- Licania araneosa Taub.
- Licania arborea Seem.
- Licania arianeae Prance
- Licania bahiensis Prance
- Licania belemii Prance
- Licania bellingtonii Prance
- Licania belloi Prance
- Licania blackii Prance
- Licania boliviensis Prance
- Licania boyanii Tutin
- Licania bracteata Prance
- Licania brittoniana Fritsch
- Licania bullata Prance
- Licania buxifolia Sandwith
- Licania cabrerae Prance
- Licania caldasiana Cuatrec.
- Licania calvescens Cuatrec.
- Licania canescens Benoist
- Licania cardiophylla Prance
- Licania cariae Cardozo
- Licania caudata Prance
- Licania cecidiophora Prance
- Licania celiae Prance
- Licania chiriquiensis Prance
- Licania chocoensis Cuatrec.
- Licania cidii Prance
- Licania compacta Fritsch
- Licania conferruminata Prance
- Licania cordata Prance
- Licania coriacea Benth.
- Licania corniculata Prance
- Licania costaricensis Standl. & Steyerm.
- Licania couepiifolia Prance
- Licania crassivenia Spruce ex Hook.f.
- Licania cruegeriana Urb.
- Licania cuatrecasasii Prance
- Licania cuprea Sandwith
- Licania cuspidata (Rusby) Prance
- Licania cuyabenensis Prance
- Licania cyathodes Benoist
- Licania cymosa Fritsch
- Licania davillifolia Benoist
- Licania dealbata Hook.f.
- Licania densiflora Kleinh.
- Licania diegogomezii Prance
- Licania discolor Pilg.
- Licania divaricata Benth.
- Licania dodsonii Prance
- Licania durifolia Cuatrec.
- Licania egleri Prance
- Licania elliptica Standl.
- Licania emarginata Spruce ex Hook.f.
- Licania espinae Prance
- Licania fanshawei Prance
- Licania fasciculata Prance
- Licania ferreirae Prance
- Licania filomenoi Prance
- Licania foldatsii Prance
- Licania foveolata Prance
- Licania fritschii Prance
- Licania fuchsii Prance
- Licania furfuracea Prance
- Licania fusicarpa (Kosterm.) Prance
- Licania gardneri (Hook.f.) Fritsch.
- Licania gentryi Prance
- Licania glabriflora Prance
- Licania glauca Cuatrec.
- Licania glazioviana Warm.
- Licania gonzalezii Miranda
- Licania gracilipes Taub.
- Licania grandibracteata Prance
- Licania granvillei Prance
- Licania guatemalensis Lundell
- Licania guianensis (Aubl.) Griseb.
- Licania habantha Mart. ex Hook.f.
- Licania harlingii Prance
- Licania hedbergii Prance
- Licania heteromorpha Benth.
- Licania hirsuta Prance
- Licania hispida Prance
- Licania hitchcockii Maguire
- Licania hoehnei Pilg.
- Licania humilis Cham. & Schltdl.
- Licania hypoleuca Benth.
- Licania imbaimadaiensis Prance
- Licania impressa Prance
- Licania incana Aubl.
- Licania indurata Pilg.
- Licania intrapetiolaris Spreng. ex Hook.f.
- Licania irwinii Prance
- Licania jaramilloi Prance
- Licania jefensis Prance
- Licania jimenezii Prance
- Licania joseramosii Prance
- Licania kallunkiae Prance
- Licania klugii Prance
- Licania krukovii Standl.
- Licania kunthiana Hook.f.
- Licania laevigata Prance
- Licania lamentanda Prance
- Licania lanceolata Prance
- Licania lasseri Maguire
- Licania lata J.F.Macbr.
- Licania latifolia Benth. ex Hook.f.
- Licania latistipula Prance
- Licania laxiflora Fritsch
- Licania leptostachya Benth.
- Licania leucosepala Griseb.
- Licania licaniiflora (Sagot) S.F.Blake
- Licania littoralis Warm.
- Licania longicuspidata Prance
- Licania longipedicellata Ducke
- Licania longipetala Prance
- Licania longistyla (Hook.f.) Fritsch
- Licania macrocarpa Cuatrec.
- Licania macrophylla Benth.
- Licania maguirei Prance
- Licania majuscula Sagot
- Licania maranhensis Prance
- Licania maritima Prance
- Licania marleneae Prance
- Licania maxima Prance
- Licania megalophylla Prance
- Licania membranacea Sagot ex Laness.
- Licania mexicana Lundell
- Licania michauxii Prance
- Licania micrantha Miq.
- Licania microphylla Fanshawe & Maguire
- Licania miltonii Prance
- Licania minuscula Cuatrec.
- Licania minutiflora (Sagot) Fritsch
- Licania mollis Benth.
- Licania montana Prance
- Licania morii Prance
- Licania naviculistipula Prance
- Licania nelsonii Prance
- Licania niloi Prance
- Licania nitida Hook.f.
- Licania oblongifolia Standl.
- Licania obtusifolia Fritsch
- Licania occultans Prance
- Licania octandra (Hoffmanns. ex Schult.) Kuntze
- Licania operculipetala Standl. & L.O.Williams
- Licania orbicularis Spruce ex Hook.f.
- Licania ovalifolia Kleinh.
- Licania pakaraimensis Prance
- Licania palawanensis Prance
- Licania pallida (Hook.f.) Spruce ex Sagot
- Licania paraensis Prance
- Licania parviflora Benth.
- Licania parvifolia Huber
- Licania parvifructa Fanshawe & Maguire
- Licania persaudii Fanshawe & Maguire
- Licania piresii Prance
- Licania pittieri Prance
- Licania platypus (Hemsl.) Fritsch
- Licania polita Spruce ex Hook.f.
- Licania prismatocarpa Spruce ex Hook.f.
- Licania pruinosa Benoist
- Licania pyrifolia Griseb.
- Licania rankinae Prance
- Licania reticulata Prance
- Licania retifolia S.F.Blake
- Licania riedelii Prance
- Licania rigida Benth.
- Licania riverae Prance
- Licania robusta Sagot
- Licania rodriguesii Prance
- Licania roraimensis Standl.
- Licania rufescens Klotzsch ex Fritsch
- Licania salicifolia Cuatrec.
- Licania salzmannii (Hook.f.) Fritsch
- Licania sandwithii Prance
- Licania santosii Prance
- Licania savannarum Prance
- Licania sclerophylla (Mart. ex Hook.f.) Fritsch
- Licania silvae Prance
- Licania silvatica Glaz. ex Prance
- Licania sothersiae Prance
- Licania sparsipilis S.F.Blake
- Licania spicata Hook.f.
- Licania splendens (Korth.) Prance
- Licania sprucei (Hook.f.) Fritsch.
- Licania stevensii Prance
- Licania stewardii Prance
- Licania steyermarkii Maguire
- Licania stricta Kleinh.
- Licania subarachnophylla Cuatrec.
- Licania subrotundata Maguire
- Licania tachirensis Prance
- Licania tambopatensis Prance
- Licania teixeirae Prance
- Licania tepuiensis Prance
- Licania ternatensis Hook.f. ex Duss
- Licania tocantina Prance
- Licania tomentosa (Benth.) Fritsch.
- Licania triandra Mart. ex Hook.f.
- Licania trigonioides J.F.Macbr.
- Licania turbinata Benth.
- Licania undulata Prance
- Licania unguiculata Prance
- Licania urceolaris Hook.f.
- Licania vasquezii Prance
- Licania vaupesiana Killip & Cuatrec.
- Licania velata Cuatrec.
- Licania velutina Prance
- Licania veneralensis Cuatrec.
- Licania wurdackii Prance

Selon Tropicos (14 avril 2019) (Attention liste brute contenant possiblement des synonymes) :
- Licania adolphoduckei Prance
- Licania affinis Fritsch
- Licania alba (Bernoulli) Cuatrec.
- Licania albiflora Fanshawe & Maguire
- Licania amapaensis Prance
- Licania angustata Prance
- Licania anisophylla Standl.
- Licania anneae Prance
- Licania aperta Benth.
- Licania apetala (E. Mey.) Fritsch
- Licania apiculata Prance
- Licania apiknae Prance
- Licania aracaensis Prance
- Licania arachicarpa N. Zamora
- Licania arachnites Standl.
- Licania arachnoidea Fanshawe & Maguire
- Licania araneosa Taub.
- Licania arborea Seem.
- Licania areolata Prance
- Licania arianeae Prance
- Licania aspera Standl.
- Licania aubletiana (Blume) Lemée
- Licania axilliflora (Sagot) Hochr.
- Licania bahiensis Prance
- Licania balansae Guillaumin
- Licania belemii Prance
- Licania bellingtonii Prance
- Licania belloi Prance
- Licania benthamii Hook. f.
- Licania biglandulosa Griseb. ex Urb.
- Licania blackii Prance
- Licania boliviensis Prance
- Licania bothynophylla Mart.
- Licania boyanii Tutin
- Licania bracteata Prance
- Licania brittoniana Fritsch
- Licania bullata Prance
- Licania bullatifolia Cuatrec.
- Licania buxifolia Sandwith
- Licania cabrerae Prance
- Licania caldasiana Cuatrec.
- Licania calvescens Cuatrec.
- Licania campinensis Huber
- Licania canescens Benoist
- Licania capinensis Huber
- Licania cardiophylla Prance
- Licania cariae Cardozo
- Licania caudata Prance
- Licania cecidiophora Prance
- Licania celativenia Standl.
- Licania celiae Prance
- Licania chiriquiensis Prance
- Licania chocoensis Cuatrec.
- Licania cidii Prance
- Licania columbarum Stehlé, M. Stehlé & L. Quentin
- Licania compacta Fritsch
- Licania condoriensis Prance
- Licania conduplicata Klotzsch
- Licania conferruminata Prance
- Licania cordata Prance
- Licania coriacea Benth.
- Licania corniculata Prance
- Licania costaricensis Standl. & Steyerm.
- Licania costata Spruce ex Hook. f.
- Licania couepiifolia Prance
- Licania crassifolia Benth.
- Licania crassivenia Spruce ex Hook. f.
- Licania cruegeriana Urb.
- Licania cuatrecasasii Prance
- Licania cuprea Sandwith
- Licania cuspidata (Rusby) Prance
- Licania cuyabenensis Prance
- Licania cyathodes Benoist
- Licania cymosa Fritsch
- Licania dahlgrenii Standl.
- Licania davillifolia Benoist
- Licania dealbata Hook. f.
- Licania densiflora Kleinh.
- Licania diegogomezii Prance
- Licania discolor Pilg.
- Licania divaricata Benth.
- Licania dodsonii Prance
- Licania duckei Maguire
- Licania durifolia Cuatrec.
- Licania egensis Fritsch
- Licania egleri Prance
- Licania elaeosperma (Mildbr.) Prance & F. White
- Licania elata (Pilg.) Pilg. ex Ll. Williams
- Licania elliptica Standl.
- Licania emarginata Spruce ex Hook. f.
- Licania espinae Prance
- Licania exiguifolia Standl.
- Licania fanshawei Prance
- Licania farinacea Prance
- Licania fasciculata Prance
- Licania ferreirae Prance
- Licania filomenoi Prance
- Licania floribunda Benth.
- Licania foldatsii Prance
- Licania foveolata Prance
- Licania fritschii Prance
- Licania fuchsii Prance
- Licania furfuracea Prance
- Licania fusicarpa (Kosterm.) Prance
- Licania galibica Benoist
- Licania gardneri (Hook. f.) Fritsch
- Licania gentryi Prance
- Licania gerontogea Schltr.
- Licania glabra Mart. ex Hook. f.
- Licania glabriflora Prance
- Licania glauca Cuatrec.
- Licania glazioviana Warm.
- Licania gonzalezii Miranda
- Licania gracilipes Taub.
- Licania gracilis Kleinh.
- Licania grandibracteata Prance
- Licania granvillei Prance
- Licania grisea Kleinhoonte
- Licania guatemalensis Lundell
- Licania guianensis (Aubl.) Griseb.
- Licania habantha Mart. ex Hook. f.
- Licania harlingii Prance
- Licania hebantha Mart. ex Hook. f.
- Licania hedbergii Prance
- Licania heteromorpha Benth.
- Licania hirsuta Prance
- Licania hispida Prance
- Licania hitchcockii Maguire
- Licania hoehnei Pilg.
- Licania hookeri Fritsch
- Licania hostmannii Fritsch
- Licania huberiana Maguire
- Licania humilis Cham. & Schltdl.
- Licania hylaea Cuatrec.
- Licania hypargyrea Malme
- Licania hypoleuca Benth.
- Licania imbaimadaiensis Prance
- Licania impressa Prance
- Licania incana Aubl.
- Licania indurata Pilg.
- Licania intrapetiolaris Spruce ex Hook. f.
- Licania irwinii Prance
- Licania jaramilloi Prance
- Licania jefensis Prance
- Licania jimenezii Prance
- Licania joseramosii Prance
- Licania kallunkiae Prance
- Licania kanukuensis Standl.
- Licania klugii Prance
- Licania krukovii Standl.
- Licania kunthiana Hook. f.
- Licania kuntzeana Urb.
- Licania laevigata Prance
- Licania lamentanda Prance
- Licania lanceolata Prance
- Licania lasseri Maguire
- Licania lata J.F. Macbr.
- Licania latifolia Benth. ex Hook. f.
- Licania latistipula Prance
- Licania laurifolia Huber
- Licania laxa Fanshawe & Maguire
- Licania laxiflora Fritsch
- Licania leptostachya Benth.
- Licania leucosepala Griseb.
- Licania licaniiflora (Sagot) S.F. Blake
- Licania lifouana Däniker
- Licania littoralis Warm.
- Licania longicuspidata Prance
- Licania longifolia Benoist
- Licania longipedicellata Ducke
- Licania longipetala Prance
- Licania longistyla (Hook. f.) Fritsch
- Licania lucida J.F. Macbr.
- Licania macrocarpa Cuatrec.
- Licania macrophylla Benth.
- Licania maguirei Prance
- Licania majuscula Sagot
- Licania maranhensis Prance
- Licania maritima Prance
- Licania marleneae Prance
- Licania mattogrossensis Pilg.
- Licania matudai Lundell
- Licania maxima Prance
- Licania megalophylla Prance
- Licania membranacea Sagot ex Laness.
- Licania mexicana Lundell
- Licania michauxii Prance
- Licania micrantha Miq.
- Licania microcarpa Hook. f.
- Licania microphylla Fanshawe & Maguire
- Licania miltonii Prance
- Licania minuscula Cuatrec.
- Licania minutiflora (Sagot) Fritsch
- Licania mollis Benth.
- Licania montana Prance
- Licania monteagudensis Prance
- Licania morii Prance
- Licania myrsinoides (Schltr.) Kosterm.
- Licania naviculistipula Prance
- Licania nelsonii Prance
- Licania niloi Prance
- Licania nitida Hook. f.
- Licania oblongifolia Standl.
- Licania obovata Benth. ex Hook. f.
- Licania obovatifolia Maguire
- Licania occultans Prance
- Licania octandra (Hoffmanns. ex Roem. & Schult.) Kuntze
- Licania odorata Klotzsch
- Licania oligantha A.C. Sm.
- Licania operculipetala Standl. & L.O. Williams
- Licania orbicularis Spruce ex Hook. f.
- Licania organensis (Miers) Fritsch
- Licania ovalifolia Kleinhoonte
- Licania pachystachya Kleinhoonte
- Licania pakaraimensis Prance
- Licania palawanensis Prance
- Licania palcazuensis Prance
- Licania pallida (Spruce ex Hook. f.) Spruce ex Sagot
- Licania pallidula Standl.
- Licania paniculata Fanshawe & Maguire
- Licania papuana (Baker f.) Kosterm.
- Licania paraensis Prance
- Licania parinarioides Huber
- Licania parviflora Benth.
- Licania parvifolia Huber
- Licania parvifructa Fanshawe & Maguire
- Licania pendula Benth.
- Licania persaudii Fanshawe & Maguire
- Licania petrensis Prance
- Licania piresii Prance
- Licania pittieri Prance
- Licania platycalyx (Cuatrec.) Sothers & Prance
- Licania platypus (Hemsl.) Fritsch
- Licania poeppigii Fritsch
- Licania polita Spruce ex Hook. f.
- Licania prismatocarpa Spruce ex Hook. f.
- Licania pruinosa Benoist
- Licania pubiflora Benth.
- Licania pulchravenia Killip & Cuatrec.
- Licania pyrifolia Griseb.
- Licania rankinae Prance
- Licania reticulata Prance
- Licania retifolia S.F. Blake
- Licania retusa Pilg.
- Licania rhamnoides Guillaumin
- Licania riedelii Prance
- Licania rigida Benth.
- Licania riparia (Gleason) Standl.
- Licania riverae Prance
- Licania robusta Sagot
- Licania rodriguesii Prance
- Licania rondonii Pilg.
- Licania roraimensis Standl.
- Licania rufescens Klotzsch ex Fritsch
- Licania salicifolia Cuatrec.
- Licania salzmannii (Hook. f.) Fritsch
- Licania sandwithii Prance
- Licania santosii Prance
- Licania savannarum Prance
- Licania sclerophylla (Hook. f.) Fritsch
- Licania seleriana Loes.
- Licania silvae Prance
- Licania silvatica Glaz. ex Prance
- Licania sothersiae Prance
- Licania sparsipilis S.F. Blake
- Licania spicata Hook. f.
- Licania splendens (Korth.) Prance
- Licania sprucei (Hook. f.) Fritsch
- Licania stahelii Kleinhoonte
- Licania stenocarpa Standl.
- Licania stevensii Prance
- Licania stewardii Prance
- Licania steyermarkii Maguire
- Licania stricta Kleinhoonte
- Licania subarachnophylla Cuatrec.
- Licania subcordata Fritsch
- Licania subrotundata Maguire
- Licania tachirensis Prance
- Licania takutuensis Standl.
- Licania tambopatensis Prance
- Licania teixeirae Prance
- Licania tepuiensis Prance
- Licania ternatensis Hook. f. ex Duss
- Licania tocantina Prance
- Licania tomentosa (Benth.) Fritsch
- Licania tontoutensis (Guillaumin) Kosterm.
- Licania triandra Mart. ex Hook. f.
- Licania trigonioides J.F. Macbr.
- Licania turbinata Benth.
- Licania ulei Taub.
- Licania undulata Prance
- Licania unguiculata Prance
- Licania urceolaris Hook. f.
- Licania utilis (Hook. f.) Fritsch
- Licania vasquezii Prance
- Licania vaupesiana Killip & Cuatrec.
- Licania velata Cuatrec.
- Licania velutina Prance
- Licania veneralensis Cuatrec.
- Licania venosa Rusby
- Licania wilson-brownei Maguire
- Licania wurdackii Prance